# Strage di Berceto
La strage di Berceto è stata una strage nazifascista compiuta nell'omonima frazione del comune di Rufina, in provincia di Firenze, il 17 aprile 1944.

## I fatti
Nell'autunno del 1943 le truppe alleate risalivano lentamente la penisola liberando Napoli, ma furono fermate dalla linea Gustav costruita dai nazisti. Le azioni di sabotaggio dei partigiani si moltiplicarono in diverse località e le reazioni delle truppe nazi-fasciste si fecevo molto violente.
Alla Rufina, il 16 aprile 1944, un gruppo di 7 partigiani chiesero ospitalità per la notte alla famiglia Vangelisti; furono ospitati nonostante le grandi peplessità del capofamiglia Lazzaro. La mattina successiva, sentiti lontani spari, Lazzaro insistette con i partigiani perché andassero via e avendo notato che solo due dei sette avevano le scarpe ai piedi si insospettì; prese quindi i due figli maggiori e si inoltrò nella campagna per nasconderli. Due figlie che avevano visto avvicinarsi dei soldati fuggirono anch'esse da casa, portandosi dietro due fratellini e raggiungendo il padre, sentendo alle spalIe molti spari. Tornato il silenzio Lazzaro si avvicinò alla sua casa che vide in fiamme assieme ad altre due case vicine.
Gli uomini della Fallschirm-Panzer-Division 1 "Hermann Göring", fiancheggiati dai fascisti della Guardia Nazionale Repubblicana, avevano fatto irruzione nell’abitazione, catturando subito due dei partigiani presenti, mentre 2 erano fuggiti; fu poi appurato che questi due erano informatori dei tedeschi. I partigiani Mauro Chiti e Guglielmo Tesi, dopo essere stati sommariamente interrogati da alcuni militi della Guardia Nazionale Repubblicana, vennero fucilati. Guglielmo Tesi era un partigiano di Campi attivo dal settembre 1943 e combattente nella Battaglia di Valibona.
Successivamente i tedeschi per rappresaglia trucidarono nove persone. Tutte le componenti della famiglia Vangelisti: Giulia di 46 anni, e le sue quattro figlie, Bruna (23 anni), Angelina (22 anni), Anna Maria (3 anni) e Iole (9 anni)) e dettero poi fuoco alla casa. Si rivolsero poi alle case vicine uccidendo i coniugi Alessandro e Isola Ebicci e Fabio e Iolanda Soldeti, rispettivamente nonno e nipote e diedero alle fiamme le loro case.

## Vittime

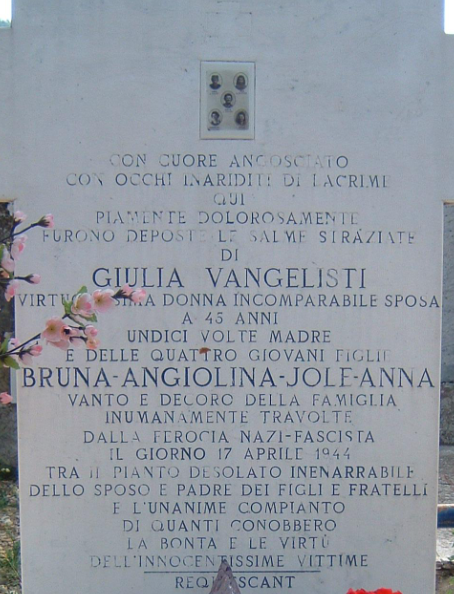
Tomba delle donne Vangelisti

1. Anna Vangelista,nata 23 agosto 1941
2. Iole Vangelista, nata 14 ottobre 1935
3. Angiolina Vangelista, nata 5 marzo 1922
4. Bruna Vangelista, 31 febbraio 1921
5. Giulia Vangelista, 27 marzo 1898
6. Alessandro Ebicci
7. Isola Ebicci
8. Fabio Solfeti
9. Iolanda Soldeti
10. Mauro Chiti, partigiano
11. Guglielmo Tesi, partigiano

## Ricostruzione storica
Finita la guerra furono recuperati ed identificati, da esponenti della Resistenza inviati dal CNL, i corpi dei due partigiani Mauro Chiti e Guglielmo Tesi, della 22ª Brigata Garibaldi intitolata a Lanciotto Ballerini, il secondo orribilmente straziato. Per quanto riguarda i mandanti dell'azione, all'epoca fu ritenuto tale il signor Francolini, fattore del marchese Frescobaldi, convinto fascista, ma nonostante gli sforzi di Lancillotto di individuare e far condannare i responsabili della strage, una catena di omertà non consentì di giungere ad alcun risultato. Gli interrogatori dei quattro partigiani sopravvissuti effettuati da Corsinovi nella sede dell'ANPI riscontrarono una serie di incongruità nelle narrazioni, ma compiacenti testimonianze impedirono di giungere a conclusioni certe e nessuno pagò per quella strage. Dalla testimonianza di Torello Monticelli risulta che gli esecutori della strage erano i finti partigiani, uno dei quali disse «Quando sono arrivati i nostri amici abbiamo ucciso i due partigiani e sterminato le famiglie che stavano nei paraggi»

## Riconoscimenti
Sono presenti lapidi in memoria del fatto nei seguenti luoghi.
- Lapide del municipio - Carmignano (PO)
- Lapide di Berceto (*) - Pomino, Rufina (FI)
- Monumento ai caduti e ai deportati - Campi Bisenzio (FI)
- Monumento per la strage di Berceto - Pomino, Rufina (FI)
- Tomba delle donne di Berceto - Pomino, Rufina (FI)